# Reflets d'acide
Pour les articles homonymes, voir Reflets.
 (octobre 2013).
- Si vous ne connaissez pas le sujet, laissez ce bandeau (vous pouvez alors contacter les auteurs).
- Si vous supprimez le contenu mis en cause (vous pouvez préalablement contacter les auteurs),

argumentez précisément cette suppression dans la page de discussion
(un manque de référence n'est pas un argument ; une recherche réelle de référence doit avoir été effectuée, être formellement documentée).
Reflets d'acide est un univers de fantasy humoristique qui a d'abord pris la forme d'une saga audio, créée par JBX en 2004 et diffusée sur Internet. L'humour de la série se fonde sur la parodie d'éléments classiques de la fantasy, des personnages décalés et des références aux jeux de rôle. Par la suite, la série a été déclinée en une bande dessinée.

## Synopsis

### Intrigue initiale
L'aventure commence à Maender-Alkoor, cité lacustre située au cœur d'un volcan, dans la « Taverne du voyageur ». Wrandrall, semi-démon, est le possesseur d'un parchemin magique sur lequel est indiqué l'emplacement exact d'un souterrain antique. Souhaitant l'explorer, il recherche quelques compagnons de route afin de commencer sa « Quête sans nom ». Avec une équipe constituée en premiers lieux d'un nain (Zarakaï), d'un elfe (Enoriel), d'un zorlim (Zéhirmahnn) et d'une barbare (Guertrude), le groupe part à l'aventure. La barbare décédant dès le premier épisode, le groupe est ensuite rejoint par Trichelieu, un clerc lubrique vénérant Traävia, la déesse du foyer.

### Le monde de  Reflets d'Acide
Si l'histoire commence avec un scénario assez simple, celui-ci va s'étoffer au fur et à mesure de l'avancement de la série et va grandement se complexifier dans les derniers épisodes. L'auditeur découvre de nombreuses facettes de l'histoire du monde, des généalogies cachées et des secrets perdus, et le groupe va devoir faire face à un scénario dépassant de loin la banale quête initiale.
C'est au cours des épisodes 14 à 16 que la complexité de ce monde est développée.
Ainsi, "il y a plus de mille ans" (épisode 14),  l'entrée apocalyptique du dieu-démon Bélial dans le plan d'existence de Reflets d'Acide forme un cratère volcanique au sommet d'un mont des Montagnes Noires. Pour le combattre, deux anciens ennemis s'allient : Maender, roi magicien, et Alkoor, dragon noir. Le démon étant immortel, ils parviennent cependant à enfermer magiquement son âme dans un miroir enchanté, lequel est scindé en deux glaces et trois éclats. En sus de ce premier stratagème, pour prévenir au mieux le retour possible de Bélial, la première glace est scellée dans un ancien temple souterrain, au fond d'un gouffre, lieu "hermétique à la divination", quand la seconde est placée, noyée, aux côtés de milliers d'autres miroirs, sur les flancs du cratère volcanique, formant une "muraille d'argent". C'est là qu'intervient une troisième prévention : ce cratère, qui a vu l'avènement et la chute du démon, devient le lieu de fondation d'une cité qui portera le nom des deux vainqueurs, Maender-Alkoor, "dont la mission sacrée était d'être aux aguets" (épisode 14), éclairée par les miroirs. Quant aux trois derniers éclats, ils sont sertis dans trois objets : une chaîne, une épée et un poignard. Dernière prévention, sous la forme d'un pari : la muraille d'argent, par la lumière intense qu'elle pourvoit, est supposée réveiller les racines angéliques de Bélial au moment critique de la rupture de la seconde glace (épisode 15). Pour finir, tout ce dispositif est inspiré de faits secondaires : la muraille d'argent est un vivant hommage à la compagne d'Alkoor, une dragonne d'argent assassinée par le démon. De même, cette dernière était la protectrice du temple du gouffre, voué au dieu de la vie Ilo, où elle est inhumée. Le passage magique reliant ce temple à celui, dans la cité, d'Hésindé, déesse de la magie, à laquelle se vouait Maender est, enfin, par sa noirceur et son gardien (une énorme araignée), l'oeuvre d'Alkoor, voué à Shamrodia (déesse de la douleur et de la torture), qui pouvait par ce moyen rendre facilement visite à la tombe de son aimée (épisode 15).
Hormis le dispositif décrit, visant à contrer le retour de Bélial, l'épisode 15 nous apprend également d'autres éléments historiques. Après la défaite du démon, et la mort de sa dulcinée, sombrant dans la folie, Alkoor s'est exilé dans une région septentrionale, le Mortyr, où il se construisit un château. Des centaines d'années plus tard, Tormys, descendant de Maender, intrépide généalogiste, entreprend d'en découvrir davantage sur son illustre aïeul en violant la crypte du temple d'Hésindé. Dans le linceul du magicien, il découvre l'un des éclats d'âme de Bélial, dont le contact permet au démon en sommeil de le posséder. Banni de la cité, Tormys se réfugie dans le château abandonné d'Alkoor dans le Mortyr. Là, il s'abandonne à la magie noire, nourrit par le dieu-démon, et devient Mortys, un puissant nécromancien. Là, aussi, il découvre un œuf de dragon laissé par Alkoor : sa fille, Alia-Aénor, dragonne noir, que le magicien décide d'éduquer pour en faire son héritière.
C'est au moment critique où Mortys entreprend de se venger de la cité grâce à son armée damnée que commence l'intrigue initiale. Wrandrall n'est en fait rien d'autre qu'un des nombreux enfants, bien ingénu celui-là ("le plus pusillanime des guerriers cacochymes" - épisode 1)  de Bélial ; et la quête qu'il entend mener aveuglément, sans s'en rendre compte, le projet de libération de son père. 
Les épisodes 1 à 11 font ainsi le récit de cette quête, de la constitution du groupe à la libération du démon. Les suivants prennent ensuite de l'ampleur par le récit de la lutte pour la nouvelle défaite de Bélial, qui intervient à la fin de l'épisode 16, au prix du bannissement dans les limbes du néant de Wrandrall, ainsi que du renvoi d'Enoriel et de Zehirmahnn dans leur plan d'origine.

## Personnages[2]

### Personnages principaux
Les personnages principaux (Wrandrall alias FX, Enoriel alias JVZ, Zehirmahnn alias JBX et Zarakaï alias Red Baron) possèdent la caractéristique d'être véritablement incarnés — en partie — par des joueurs dont les trois derniers sont les fondateurs du jeu et du site internet qui s'y rapporte.
- Le Narrateur : Maître du Jeu en apparence, c'est une entité narrant les différentes péripéties mais ne pouvant intervenir physiquement. Le narrateur agit occasionnellement comme une personne réelle au cours de l'histoire, s'adressant aux différents personnages, le plus souvent pour les rabaisser en soulignant leur incompétence. En fait, sans qu'il ne soit expliqué pourquoi, il souhaite la mort des héros de son histoire, ce qui fait de lui un antagoniste (il a d’ailleurs un rire très diabolique). Sadique, il entreprend fréquemment des méthodes variées pour tenter de tuer les protagonistes, mais échoue constamment, généralement en raison de la chance insolente de ces derniers. Dans l'un des épisodes de Noël, on apprend que le narrateur est sous la tutelle du Dieu des Aléas et du Hasard.
- Wrandrall : Recruteur du groupe, guerrier niveau 1. Originaire des Terres Chaotiques, c'est un demi-démon, fils de Bélial. Wrandrall craint (à juste titre) de révéler ses origines aux autres et les leur cache jusqu'à la fin du 9e épisode de l'histoire. Pusillanime, il préfère se tenir derrière ses coéquipiers et cherche de nombreuses excuses pour se défiler des combats au dernier moment. Ironiquement, en dépit de sa couardise et de son bas niveau, il a en réalité un potentiel impressionnant dont il ne fait preuve que lorsqu'il n'y a aucun danger. Il est armé d'une épée maudite et possède un sort de téléportation.
- Enoriel : Elfe-barde niveau 11. En apparence efféminé au premier abord, Enoriel est en réalité hautain, cynique et assez fourbe, avec un goût prononcé pour le pillage des cadavres. Son cri de guerre est « Yalaa » (signifiant en Arabe « en avant ! »). Il a un passé avec la Dragonne Alia-Aenor, qui est clairement révélé dans l'épisode 14. Il se bat avec une lame lunaire enchantée, et peut utiliser sa harpe enchantée pour divers chants aux effets variables. Il est également sujet à de nombreuses querelles avec le nain Zarakaï.
- Zarakaï : Maître-nain niveau 11, il mesure un mètre quarante et demi et parle avec un accent du sud de la France. Il est caractériel, cupide et malgré un tempérament téméraire et rustre, son alignement est loyal-bon. Amateur de nourriture très grasse (il mange un cierge dans un épisode), de bière et d'autres boissons alcoolisées, il apprécie aussi beaucoup le combat, les pièces d'or, le mithril et se moquer d'Enoriel en le traitant de "tafiole". Il a une jambe en métal qu'il « perd » lors de la 2e partie du 13e épisode. Son cri de guerre, « Tata yoyo » (référence à la chanson d'Annie Cordy) fait l'objet de moqueries d'Enoriel et Zehirmahnn dans le 2d épisode. Il possède aussi un marteau enchanté utile pour propulser au loin ses adversaires, et qu'il peut récupérer grâce à "un effet boomerang débrayable" (parodie de Mjolnir, le marteau de Thor).
- Zehirmahnn : « Zorlim » de niveau 11, une sorte de chevalier mago-pyrotechnique qui contrôle le Feu (avec des sorts tels que « Salamandres de Feu »). Peau Rouge, yeux rouges, cheveux rouges, sa couleur préférée est le bleu. Son cri de guerre est « Par Zhaaman Rhul ». Zehirmahnn agit usuellement comme le médiateur du groupe, entreprenant de rétablir le calme et la cohésion lorsque ses compagnons se comportent de façon aberrante (la plupart du temps lors des querelles récurrentes entre le nain et l'elfe), par l'intimidation si nécessaire. Cependant, il partage le goût de Zarakaï pour le combat, et tend à faire preuve de la même témérité. Il ne supporte pas en revanche les sous-entendus malsains de Trichelieu, qu'il frappe assez souvent en conséquence. Il n'aime pas les escaliers ("sa kryptonite") et le chiffre 8.
- Guertrude : Barbare cimmérienne niveau 1 d'une intelligence limitée, elle ne reste que très peu de temps dans l'histoire, car elle meurt dès l'épisode 1, tuée par un ours qu'elle voulait dépecer pour s'en faire une couverture. Elle réapparaît cependant dans l'épisode 15 en tant que morte-vivante et personnage secondaire engagée dans l'armée du Mortyr (mais redoutant toujours les ours).
- Trichelieu : Clerc-humain niveau 6,9, vénérant Traävia, la déesse du Foyer (et auparavant Raïaä, déesse du plaisir et sœur jumelle de Traävia). Il porte une bure violette et des espadrilles. Il fait son apparition dès l'épisode 2 où les personnages principaux le sauvent d'une attaque dans « La Forêt des éventrés », et va ensuite suivre le groupe en étant invité par Wrandrall. Obsédé sexuel notoire, ses paroles regorgent d'allusions libidineuses, de double-sens et de lapsus tendancieux, au grand déplaisir du reste du groupe, plus spécialement de Zehirmahnn. L'épisode 2 insinue que le joueur IRL de Trichelieu est le même que celui de Guertrude (ce qui est contredit par la suite puisque le spectre de la barbare réapparaît dans l'épisode 15).
- Kyo Shin Zamurato : Samouraï, fidèle garde du corps du devin de Maender-Alkoor. Il adore jouer du Shamisen, énoncer des phrases « philosophiques » précédées par un coup de gong, et se battre au katana. C'est en effet un personnage assez violent, et passablement grossier, mais surtout courageux, zélé et impatient. Son maître, qui est le devin de Maender-Alkoor, le charge d'amener le prêtre Sacher-Masoch, un sbire de Mortys et prêtre de Shamrodia, la déesse de la douleur et de la torture, auprès des magistrats de Maender-Alkoor. Kyo l'y emmène donc à coups de pied, ce qui ravit ce prêtre sado-masochiste.
- Roger : Tavernier très sympathique, dont la phrase fétiche est « Eh bien, me voilà ». Il tient la Taverne du voyageur avec Moumoune, sa femme. Roger est invoqué plusieurs fois malgré lui par Zarakaï à l’aide d'un anneau magique (apparaissant à chaque fois nu) avant d'être renvoyé par la même magie dans son bistrot. Ce pouvoir les sauvera lui et sa femme, leur permettant d'échapper à la dragonne Alia-Aénor. Ils font désormais partie de la troupe. Il indique qu'auparavant, il s'appelait Bertrand.
- Bélial : Démon et père de Wrandrall, il est resté plus de 1000 ans enfermé dans un miroir ensorcelé par Maender et Alkoor, les fondateurs légendaires de la cite qui porte leurs deux noms, avant d'être libéré par son fils. Il est l'antagoniste principal de la série et monte un cheval noir doté de capacités magiques nommé « Grangadin » (en référence à Bigadin, la monture de la Mort dans « Les annales du Disque Monde » de Terry Pratchett). Le miroir dans lequel le démon avait été enfermé a été scindé en deux parties (une dans le souterrain et l'autre à Maender-Alkoor) mais trois fragments furent aussi récupérés. L'un se trouve dans l'épée maudite de Wrandrall, le second est porté sur une chaîne sur le front de Mortys, roi maudit du Mortyr, tandis que nul ne sait où est le dernier, et Bélial cherche donc à réunir tous les fragments pour récupérer tous ses pouvoirs. Son nom provient du démon biblique du même nom, Bélial, qui aurait été enfermé dans une jarre au fond d'un puits par Salomon.
- Alia-Aénor la Dragonne : une dragonne noire au service de Mortys, le roi nécromant du Mortyr qui cherche désormais à libérer Bélial et marcher sur Maender-Alkoor. À la suite d'une prophétie apprise par le Devin de la ville, elle fait des recherches sur l'objectif de la quête des héros qui, selon la prophétie, pourraient permettre l'échec de Mortys. Elle est capable de revêtir l'aspect d'une magnifique jeune femme aux cheveux de jais dont la voix aigüe et douce contraste avec celle grave et menaçante de sa forme draconnique. Sadique et impitoyable, elle se plait à tuer ses adversaires au moyen de son sortilège favori, « Mort de Masse ». De nombreuses informations sur sa généalogie sont divulguées durant l'épisode 15, et en particulier ses liens avec le démon Bélial.

### Personnages secondaires
- Moumoune : C'est la femme de Roger. Fille de marin, très mégère, elle a un caractère bien trempé. Elle défend son mari contre les moqueries des clients de la taverne, à coups de poêle dans la tête.
- Le Devin : Aussi appelé « Le vieux machin ». « Il est vieux, mais il est bien » (ou « il est vieux, mais... il est vieux ») répètent les personnages qui parlent de lui. C'est le devin et chef des prêtres et oracles de Maender-Alkoor, et ses dons sont convoités par Mortys, roi du Mortyr, pour prédire l'avenir de sa terrible Armée des Ténèbres.
- Rémi Chelin : Oracle de la déesse Hésindé, ses pouvoirs de divination assez importants ont cependant un prix : il chante tout ce qu'il annonce sur des airs très connus et ringards telle que « La Cucaracha », « Mexico » de Luis Mariano, etc. sans que nulle ne sache comment il produit la mélodie. Pour ces raisons, il fut emprisonné sur décision des prêtres d'Hésindé. Il est l'ami du vieux Devin et tente d'aider le groupe précédemment cité (épisodes 15-16). Lors de sa libération, il agace notamment Kyo à cause de ses chants énervants: de ce fait, il est bâillonné la plupart du temps. Son nom est une référence à la marque Michelin.
- Le prêtre Yanosh : Il porte la voix du personnage qui a le même nom que lui dans SOS Fantômes 2. Il vénère Ilo, le dieu de la vie, dont le nom est certainement inspiré du verbe anglais "to heal", soigner, très utilisé dans la culture geek et les jeux vidéo (un « heal » est un personnage qui soigne ses coéquipiers).  Cette dévotion est assez ironique de la part de Yanosh, puisqu'il souhaite souvent la mort de son confrère Bernie. C'est un personnage aigri et cynique, doté d'une voix aristocratique relevée par un accent slave.
- Le prêtre Bernie : Il s'agit du grand prêtre d'Hésindé, déesse de la Magie. Sa voix et ses expressions se rapprochent d'une parodie de Stéphane Bern du fait de son langage très précieux, et de son ton mielleux et bourgeois. Sa mission est d'enterrer tout ce qui est magique, car selon lui « ça peut péter ». Ses manières ampoulées et son attitude pompeuse tendent à énerver Yanosh. Il est cependant très ami avec Trichelieu et possède le "super don" d'ubiquité (dont il se sert essentiellement pour faire sa lessive et "plier son linge de maison"). Il a horreur du désordre.
- Le prêtre Sacher-Masoch : Il vénère Shamrodia, déesse de la douleur et de la torture. En conséquence il adore avoir mal, des façons les plus malsaines possibles. Notez que le nom Sacher-Masoch peut s'associer à Sadisme, et Masochisme, en référence à sa déesse… Il est un espion de Mortys, avec qui il communique grâce à une boule de cristal, et il lui prodigue ses services, en échange… de tortures ! Il est à noter que Leopold von Sacher Masoch était un auteur qui décrivit dans ses romans le masochisme sous toutes ses formes et qui donna son nom au terme.
- Gloum : Il apparaît lors des épisodes 1, 15 et 16, une parodie évidente du personnage de Gollum dans le Seigneur de anneaux de Tolkien. Comme Gollum, il cherche son « précieux » et qualifie Wrandrall de voleur. Il cherche à se faire enrôler par tous les aventuriers qu'il croise en s'inventant un personnage de type cumulard ("demi elfe nain-voleur quadriclassé avec des compétences de gnome"). À l'épisode 15, il aide le groupe à récupérer le poignard d'Alkoor. Il prend l'anneau magique de mithril possédé par le nain Zarakaï pour son « précieux » et tente de le récupérer.
- Mortys : C'est le roi maudit du Mortyr, le royaume des morts-vivants. Puissant nécromancien, il lève une armée de créatures des ténèbres pour s'emparer de Maender-Alkoor. Il est l'allié temporaire du grand démon Bélial, qui l'a corrompu dans sa jeunesse par le contact d'un éclat de son âme, qu'il porte depuis lors sur son front.

## Liste des épisodes[1]
- Épisode 1 : L'enrôlement (13 min 43 s - 02/2004)

Wrandrall recherche des aventuriers dans la taverne de Maender-Alkoor pour l'accompagner dans sa quête : explorer un souterrain antique.
- Épisode 2 : La Forêt des éventrés (12 min 50 s - 09/2004)

Le groupe commence son voyage mais il tombe sur un groupe d'orques attaquant le clerc Trichelieu.
- Épisode 3 : Le fleuve des glaires tièdes (17 min - 04/2005)

Un ogre garde le passage sur le seul pont du fleuve des Glaires Tièdes. Nos aventuriers cherchent un moyen de passer.
- Épisode 4 : La Grotte de l’Herpès écorché (10 min 16 s - 01/2003)

Une forte odeur de soufre se fait sentir à l'entrée de cette grotte que les héros doivent traverser.
- Épisode 5 : Le Bivouac…tion ! (13 min 03 s - 06/2003)

Il est l'heure pour nos héros de faire une pause pour la nuit. Mais cette nuit ne sera pas de tout repos, car ils se font attaquer par une créature étrange.
- Épisode 6 : La Colline des Mille Gangrènes (12 min 37 s - 12/2003)

En gravissant la colline, le groupe est pris dans le brouillard et se fait attaquer par des goules.
- Épisode 7 : Le Mont Mucus (13 min 26 s - 05/2004)

Le sommet du Mont Mucus cachait un labyrinthe piégé et peuplé par des minotaures, que les héros doivent traverser pour atteindre enfin l'entrée du souterrain.
- Épisode 8 : Au fond du trou... (16 min 43 s - 09/2004)

Le groupe s'aventure dans le gouffre en s'encordant puis en descendant un escalier. En parallèle, à Maender-Alkoor, Moumoune cherche un moyen d'annuler le lien d'invocation entre Zarakaï et son mari.
- Épisode 9 : Énigme dans l'abîme ! (21 min 30 s - 02/2005)

Moumoune ramène un prêtre de Shamrodia pour exorciser Roger. Dans le gouffre, le groupe doit résoudre une énigme pour pouvoir explorer plus en profondeur.
- Épisode 10 : La croisée des chemins (26 min 33 s - 08/2005)

Alors que nos aventuriers veulent faire payer à Wrandrall sa vile parenté, ils se font attaquer par leurs reflets inversés. De leur côté, Moumoune, Roger et la dragonne se rendent chez le devin de la cité.
- Épisode 11 : L’elfe et la prison brisée (35 min 23 s - 11/02/2006)

Le groupe tente de prévenir Maender-Alkoor que l'armée des ténèbres se dirige vers la ville. Dans la cité, l'espion du roi Mortys est appréhendé par Kyo.
- Épisode 12 : L’infâme alliance des fléaux (42 min 54 s - 15/04/2007)

Wrandrall, temporairement possédé par son père, le démon Bélial, via son épée, vient de libérer ce dernier du miroir où il fut enfermé il y a plus de 1000 ans. Moumoune et Roger tentent de soigner Trichelieu, assommé, et à la suite d'une erreur, il se retrouve transformé en oie. En parallèle, Kyo emmène le prêtre de Shamrodia vers le tribunal.
- Épisode 13 : Dies irae, dies illa solvet saeclum in favilla (54 min 08 s - 20/04/2008)

Au pied de l'escalier, le groupe est assommé et à la merci de Bélial. Pour sauver ses compagnons, Wrandrall propose à Bélial de le téléporter hors du gouffre. À Maender-Alkoor, le devin veut consulter le Grimoire des Secrets au temple d'Hésindé.
- Épisode 14 : Un peuple qui oublie son passé se condamne à le revivre (1 h 01 min 44 s - 04/10/2009)

Nos héros sont pris au piège dans le gouffre où ils doivent tenir tête à la dragonne pendant que Bélial rejoint le Roi Mortys. Simultanément, Maender-Alkoor se réveille.
- Épisode 15 : Bien plus que des racines, mieux vaut avoir des ailes... afin de s'élever... (1 h 29 min 01 s - 05/07/2012)

Face à la venue de l'armée des morts et à Bélial recouvrant peu à peu l'intégralité de ses pouvoirs, les survivants se retrouvent, élaborent divers plans et vont devoir se plonger dans le passé de la cité s'ils veulent espérer rester en vie et sauver Maender-Alkoor de la destruction totale...
- Épisode 16 : Au-delà de la Mort, de l’Enfer et du Temps, Il n’est de pire sort que celui du Néant. (1 h 52 min 53 s - 02/04/2017)

Épisode de la bataille finale opposant les héros et leurs alliés à Bélial et ses démons, qui arrivent à Maender-Alkoor par un portail depuis les Abysses. Résolution de l'intrigue et fin de la première saison.
- Épisode 17 (saison 2) : Portes et préludes aux rêves éclairés... (54 min 41 s - 31/12/2022)

Après la bataille finale, l'araignée géante fermant le passage du grouffre vers le temple d'Hésindé est revenue à la vie. Moumoune, Roger, Yanosh et Bernie ne doivent leur sortie qu'à l'anneau d'invocation de Zarakaï. Durant la nuit, Enoriel et Zehirmahnn communiquent par rêve interposés avec Zarakaï et Trichelieu. Une princesse elfique semblant capable de communiquer par delà le néant fait son apparition.

## Genèse et style
Du genre « rôlistico-médiévalo-fantastique » selon les termes mêmes de son auteur, cette série s'inspire alors d'un jeu de rôle sur table amateur nommé « Reflets d'Acier » et en constitue une parodie. 
La série est comparée à la saga du Donjon de Naheulbeuk. Pour autant, cette saga se distingue de la plupart des autres en raison de plusieurs caractéristiques. Tout d'abord la longueur (les seize premiers épisodes cumulent plus de  9 heures d'écoute) : en effet, si les premiers épisodes sont d'une durée avoisinant la quinzaine de minutes, les trois derniers dépassent chacun l'heure d'écoute. Ensuite, ses qualités littéraires : la saga tourne autour de textes en vers rimés (notamment des alexandrins), de jeux de mots, d'allitérations, de doubles sens, d'anagrammes, mais encore de références littéraires, scientifiques et cinématographiques en très grand nombre. C'est enfin le mélange des cultures convoquées dans la saga qui la démarque de la plupart des autres.

## Les bonus
Un résumé des épisodes 1 à 14 a été proposé avant la sortie du quinzième épisode pour rappeler en 9 minutes les 5 h 52 que dure l'aventure.

## Les acteurs
- JBX interprète quasiment toutes les voix de la saga.
- Red Baron : Figurations dans l'épisode 12.
- Le Chat Beauté : Figurations dans l'épisode 12.
- Rico : Figuration dans l'épisode 12.
- Pétulia : Figuration dans l'épisode 12, Travia, Alatariel.
- PFSM999 : Figuration dans l'épisode 12.
- Nico&Matt : Gloomy, Kevin, Syphilis, Kellogs dans l'épisode 12, Nestor.
- PADG : Le roi elfe
- David Furtaen (Ezekiel) : Firmin
- Jonathan Fourcade (Arthéon) : L'empereur de l'Empire
- John Lang (POC) : Le duc du chaos
- Julien Escalas (LeMago) : Malthézar

## Réception
La saga a accédé à la notoriété, dénotée par le nombre de téléchargement, en deux semaines, de l'épisode 14 (76 000). En outre, un mémoire de master de littérature générale et comparée de l'université de Rennes 2 lui a été consacré, soutenu en 2019.

## Œuvres dérivées
En 2010, l'auteur a décidé d'éditer sa saga en collaboration avec le dessinateur Le Fab. À ce jour, dix tomes recouvrant les 13 premiers épisodes et plus de la moitié de l'épisode 14 de la série audio sont déjà parus.
Il existe aussi de nombreux bonus liés à cette saga : des bonus audio liés à l'aventure principale, des bonus musicaux et des divagations musicales créés par JBX.
En 2018, JBX lance officiellement le projet d'un jeu de plateau, financé par une campagne Ulule. Le jeu a finalement été envoyé au cours du mois de janvier 2021 aux participants de la campagne. Le jeu a par la suite été mis à la vente dans les boutiques spécialisées.

### Bande dessinée
En 2010, l'auteur annonce sa collaboration avec le dessinateur Le Fab (Fabien Dalmasso) pour une adaptation en BD de la saga. JBX s'occupe du scénario et Fred Vigneau de la colorisation.
D'après l'éditeur du tome 5, Physalis, une réimpression est envisagée pour faire face à la demande.

#### Éditions Clair de Lune[11]
- Tome 1 - La quête sans nom (novembre 2010,  (ISBN 978-2-353-25283-1))[12].
- Tome 2 - Quintette en sols quinteux (octobre 2011,  (ISBN 978-2-353-25359-3)).
- Tome 3 - Pérambulation ascensionnelle (mai 2012,  (ISBN 978-2-353-25421-7)).
- Tome 4 - Horizons et Dragons (novembre 2012,  (ISBN 978-2-353-25466-8))

#### Éditions Physalis[13]
- Tome 5 - La Croisée des Chemins (juillet 2013)

Le premier tome contient en bonus les chansons des héros et des fanarts dont s'est inspiré Le Fab.

#### Éditions Delcourt[14]
Depuis 2016, la série est publiée aux éditions Delcourt
- Tome 5 - La croisée des chemins (septembre 2016,  (ISBN 978-2-7560-8290-5))
- Tome 6 - Damnations Empourprées (septembre 2016,  (ISBN 978-2-7560-8291-2))
- Tome 7 - L'infâme alliance des fléaux (mars 2017,  (ISBN 978-2-7560-8544-9))
- Tome 8 - De Charybde en Traävia... (janvier 2018,  (ISBN 978-2-413-00165-2))
- Tome 9 - Dies irae, dies illa... (février 2019,  (ISBN 978-2-413-01012-8))
- Tome 10 - Hymnes et huis clos… (janvier 2020,  (ISBN 978-2-413-01968-8))